# Normbach
Normbach är ett vattendrag i Antarktis. Det ligger i Sydshetlandsöarna. Argentina, Chile och Storbritannien gör anspråk på området. Normbach ligger vid sjöarna  Profound Lake Tiane Hu och Uruguay.